# Anarquia
La paraula anarquia (del grec ἀναρχία, anarchía; de vegades anomenat acràcia) serveix per designar aquelles situacions on es dona l'absència d'Estat o poder públic tornant inaplicable el monopoli de la força sobre un territori. A diferència de l'autarquia, un concepte de filosofia moral, l'anarquia es refereix a una situació de l'ordre polític.
En la filosofia política la paraula anarquia és polisèmica, o sigui que el seu ús pot referir-se a nocions diferents. La primera noció al·ludeix al desordre polític produït després del col·lapse d'un Estat en no poder aplicar la llei sobre el seu territori, o al que pot donar-se enmig d'un greu conflicte institucional en el qual ningú no arriba a exercir la direcció de l'Estat o el seu reconeixement està en disputa (en aquest cas, anarquia és sinònim de caos).
La segona noció al·ludeix a una forma de govern que prescindeix d'Estat i on les institucions són formades pel lliure acord, és a dir, sense usar la força per obligar d'altres, així com en termes generals l'anarquisme planteja una societat políticament organitzada sense Estat. La idea comuna dels anarquistes és que consideren que l'Estat és innecessari i també directament perjudicial en la mesura que atempta contra les llibertats dels individus. El concepte d'anarquia és sinònim d'acràcia, també anomenada per alguns autors ordre natural. Els anarquistes de diferents corrents difereixen en gran manera de la forma exacta d'aquesta societat ideal. El principi bàsic en el qual estan d'acord és en la no-existència d'un Estat central dins d'un sistema de no-agressió, o anarquia. Dins d'aquest marc, la majoria de tendències anarquistes proposen que un sistema d'associació voluntària d'un tipus o un altre pot proporcionar els serveis per als quals els éssers humans han confiat en les institucions coercitives externes de l'Estat. Les formes d'associació desitjables i possibles en absència de govern són objecte de nombrosos debats, segons l'expressat en els debats entre l'anarcocapitalisme (que proposa que el mercat lliure solucioni aquests problemes) i l'anarcosocialisme (que tendeix a defensar un sistema col·lectivista descentralitzat).
En matèria de doctrina de relacions internacionals s'anomena anarquia a l'apreciació que els Estats són autònoms davant el dret internacional en la mesura que no existeix un govern mundial per sobre els governs nacionals.

## Anarquia en la història

### Caos polític i col·lapse d'estats
A continuacó es llisten cronològicament algunes de les anarquies (aquí significant una situació caòtica després del col·lapse d'un estat o una etapa de convulsió en la qual no hi ha un govern reconegut en un país) que s'han donat al llarg de la història:
- Anarquia del segle III
- Anarquia d'Anglaterra
- Regnat del Terror
- Anarquia de l'Any XX (Argentina)
- Anarquia a Somàlia
- Anarquia a Albània

### Societats organitzades sense estat

Símbol tradicional de l'anarquia i l'anarquisme.

A continuació es llisten cronològicament algunes de les anarquies (aquí significant una forma d'organització política sense govern) que s'han donat al llarg de la història:
- Critarquia de l'Antic Israel prèvia a la monarquia.

- Irlanda celta (Edat Antiga - 1607).[5]
- Mancomunitat Islandesa (930 - 1262).
- D'existència discutida, la comunitat de Libertàlia (utopia pirata).
- La comunitat cristiana creada al turó de Saint George, a Anglaterra, pels Cavadors.
- Anarquia als Estats Units
- La Whiteway Colony (Regne Unit).[6]
- Territori Lliure (o "Majnovia") a la "Ucraïna anarquista",[7][8]
- Província Lliure de Shinmin, Corea (1929 -1931)
- Comunitats anarcosindicalistes a Espanya durant la Revolució Espanyola
- Anarcosindicalisme a Catalunya durant la guerra civil (21 de juliol de 1936 - 14 de juny de 1937) i Aragó (6 d'octubre de 1936 - 10 d'agost de 1937).
- Christiania (Dinamarca) (26 de setembre de 1971 - present).
- Anarquia a Somàlia (1991 - ?)